# Albaner in Österreich
Die Albaner in Österreich (albanisch Shqiptarët në Austri) stellen mit einer Bevölkerung von ca. 40.000 Personen eine ethnische Minderheit im Land dar. Die Mehrheit stammt aus dem Kosovo, daneben gibt es in Österreich auch Albaner aus Albanien, aus Nordmazedonien und aus anderen Balkanländern. Gewisse Stellen schätzen die Zahl der Albaner in Österreich deutlich höher.

## Albaner aus dem Kosovo und Nordmazedonien
In Österreich lebten im Jahr 2017 24.445 Personen mit kosovarischer Staatsangehörigkeit und 31.809 Personen, die im Kosovo geboren worden sind.
Die Zahl der aus Nordmazedonien stammenden Albaner wird auf rund 2000 Personen geschätzt.

## Albaner aus Albanien

### Statistik
In Österreich lebten im Jahr 2017 2378 Personen mit albanischer Staatsangehörigkeit und 3861 Personen, die in Albanien geboren worden sind.

### Asylanträge und Visabestimmungen
Seit 15. Dezember 2010 können albanische Staatsangehörige zu touristischen oder geschäftlichen Zwecken bis zu einer Dauer von 90 Tagen pro Halbjahr visafrei nach Österreich einreisen. Voraussetzung ist, dass sie mit einem biometrischen Reisepass reisen. Grenzbehörden können von albanischen Staatsangehörigen Nachweise zur Finanzierung des Aufenthalts und der Reisekosten sowie zum Reisezweck verlangen.
Die Asylanträge von albanischen Staatsbürgern variierten in den vergangenen Jahren stark und fielen in einem Jahr von 68 Anträgen (2009) auf 17 (2010 und 2011). Mehr als zehn positive Asylbescheide pro Jahr wurden in diesem Zeitraum nur zwei Mal ausgestellt, zuletzt im Jahr 2010. Eine klare Steigerung gibt es bei negativen Asylbescheiden: Von 2008 (23) bis 2010 (86) gab es fast eine Vervierfachung der negativen Asylbescheide. 2011 waren es 76. Im selben Jahr erhielten vier Personen subsidiären Schutz.

## Albanische Kulturgegenstände
Einer der wichtigsten albanischen Kulturgegenstände befindet sich in Wien: Der mutmaßliche Helm des Skanderbeg wird in der Hofjagd- und Rüstkammer des Kunsthistorischen Museums aufbewahrt. Georg Kastriota, genannt Skanderbeg, ist der wichtigste albanische Nationalheld, der durch seine Verteidigung Albaniens gegen die Osmanen berühmt wurde.

## Bekannte Albaner in Österreich
- Astrit Alihajdaraj – Schauspieler
- Giorgio Basta – General der habsburgischen Armee
- Gazmend Freitag – Maler
- Ronald Gërçaliu – Fußballspieler
- Carl von Ghega – Ingenieur
- Besian Idrizaj – Fußballspieler
- Alexander Moissi – Schauspieler
- Atdhe Nuhiu – Fußballspieler
- Georg Pekmezi – Albanologe
- Ylli Sallahi – Fußballspieler
- Zekirija Sejdini – Universitätsprofessor für Islamische Religionspädagogik
- Benjamin Sulimani – Fußballspieler
- Emin Sulimani – Fußballspieler